# Crawl
Crawl er en bestemt svømmestilart og er på visse distancer en olympisk disciplin. Crawl er den hurtigste af de traditionelle svømmemetoder og formodentlig også den mest anvendte blandt amatører. Ofte bruges definitionen fri svømning dog om løb, hvor der svømmes crawl, idet alle svømmearter som udgangspunkt kan anvendes.

## Crawl
Crawl foregår på maven, og hovedet ligger stille, mens man bevæger arme og ben skiftevis. Kroppen roterer fra side til side. Armtaget hjælper til bedre rotation. Benene laver en opadgående bevægelse og et nedadgående spark. Armtaget starter, når armen er fremme foran hovedet. Der trækkes gennem vandet ned til hoften, hvor armen føres op over vandet og frem foran hovedet. Her sættes hånden først i vandet igen, og der kan tages et nyt armtag. Armene bevæger sig omtrent modsat hinanden.
Ved mindre stævner og turneringer konkurreres der på mange forskellige distancer. Ved store mesterskaber som EM, VM og OL svømmes der crawl på følgende distancer:
- 50 meter.
- 100 meter.
- 200 meter.
- 400 meter.
- 800 meter.
- 1500 meter.
- 4 ×100 meter fri.
- 4 ×200 meter fri.

Desuden indgår stilarten i følgende discipliner:
- 100 meter individuel medley.
- 200 meter individuel medley.
- 400 meter individuel medley.
- 4 ×100 meter holdmedley.

## Diskvalifikation
I crawl/fri kan man blive diskvalificeret ved tyvstart, hvis der ingen berøring er ved vendingen, eller hvis man går på bunden.
Det er ikke tilladt at svømme mere end 15m ud under vandoverfladen. Efter hver vending skal man altså have brudt vandoverfladen inden 15 metermærket er nået

## Fri svømning
Crawl den mest anvendte svømmeart under frisvømning (freestyle), da det for det meste er den hurtigste måde at svømme på.